# Eranina cincticornis
Eranina cincticornis är en skalbaggsart som först beskrevs av Bates 1866.  Eranina cincticornis ingår i släktet Eranina och familjen långhorningar. Inga underarter finns listade i Catalogue of Life.